# Mercedes-Benz W 25 D
Der Mercedes-Benz W 25 D, auch Mercedes-Benz 175, ist ein Konzeptfahrzeug mit Heckmotor, das die Daimler-Benz AG 1931 und 1932 herstellte.
Die moderne Stromlinienform Anfang der 1930er-Jahre führte dazu, Motoren nicht nur vorn im Fahrzeug, sondern im Heck einzubauen. Gerundete Fahrzeugfronten schränkten den Einbauraum über der Vorderachse ein, während die voluminösen Heckformen viel Platz über und hinter der Hinterachse ließen. Zudem kann bei Einbau an der Antriebsachse die Kardanwelle entfallen. Entsprechende Entwicklungen entstanden bei Tatra unter der Leitung von Hans Ledwinka.
Die Daimler-Benz AG betraute Hans Nibel 1930 mit der Entwicklung eines kleinen Heckmotorwagens. 1933 entstand ein Fahrzeug mit einer Front ähnlich dem späteren VW Käfer und einem weit ausladenden Heck. Die Frontscheibe des W 25 D bzw. Typs 175 war schräg nach hinten geneigt; die auf der Mitte der Motorhaube angebrachte Heckflosse teilte das ovale Heckfenster in der vom VW Käfer bekannten Brezelform. Das „D“ wies auf den Dreizylinder-Dieselmotor OM 134 hin, der 30 PS (22 kW) leistete, aber wegen zu hoher Lärmentwicklung verworfen wurde. Von diesem Typ entstanden zwölf Versuchswagen.